# Francisco de Mendonça Pacheco de Melo
Francisco de Mendonça Pacheco e Melo (Santa Cruz da Graciosa, Santa Cruz da Graciosa, 20 de Março de 1865 — Lisboa, ?) foi um político açoriano que, entre outras funções, presidiu à Câmara Municipal da Santa Cruz da Graciosa (1893-1899) e foi governador civil do Distrito Autónomo de Angra do Heroísmo (1910, 1913 e 1925-1926).

## Biografia
Nasceu em Santa Cruz da Graciosa no seio de uma família da aristocracia terratenente da ilha, filho do morgado José Correia de Mendonça Pacheco de Melo (escudeiro e cavaleiro da Casa Real Portuguesa) e de sua mulher Maria Isabel Forjaz Silveira Mendonça. Era sobrinho por afinidade de Manuel Simas, o 1.º Conde de Simas, líder do Partido Regenerador na Graciosa, já que sua mãe era irmã da esposa do conde.
Militou no Partido Regenerador, com o seu irmão mais velho, João de Mendonça Pacheco e Melo, desenvolvendo a sua carreira política, foi eleito presidente da Câmara Municipal de Santa Cruz da Graciosa em 1893, cargo que exerceu até 1899. Devido a ligação do conde de Simas a Francisco e ao Município, decidiu legar à Câmara de Santa Cruz o palacete onde actualmente aquela entidade se encontra instalada.
Em 1900 foi nomeado administrador do seu concelho natal, mas em 1902 transferiu-se para a cidade de Angra do Heroísmo, onde foi nomeado comissário da Polícia Municipal e governador civil substituto. Estava no exercício do cargo de governador civil substituito quando em 1910 ocorreu a implantação da República Portuguesa.
Quando Afonso Costa nomeou governadores civis, escolheu Pacheco de Melo para o cargo em Angra do Heroísmo. Foi assim, pela segunda vez governador civil, desta feita de 18 de Janeiro a 30 de Agosto de 1913, sendo exonerado 30 de Agosto de 1913, sendo o seu o seu irmão o João de Mendonça Pacheco de Melo seu substituto, para que pudesse haver continuidade de serviço público. Nesse mesmo ano, fundou juntamente com outros sócios o “Banco de Seguros”, sediado em Lisboa.
Foi novamente nomeado governador civil em 19 de Setembro de 1925, estando no cargo quando ocorreu o golpe de 28 de Maio de 1926, o que acarretou a sua demissão a 11 de Junho de 1926.
Transferiu-se para o Porto, onde apesar da mudança de regime continuou a sua carreira política: foi chefe da Polícia de Emigração e manteve actividade política.